# Mario Silvetti
Mario Silvetti (...) è un allenatore di calcio italiano.

## Carriera
Inizia ad allenare nel 1983 nella Torres femminile, con cui arriva secondo in classifica nel campionato di Serie C. Allena la squadra sarda in questa categoria fino alla stagione 1988-1989, anno in cui vince il campionato ottenendo la promozione in Serie B. Alla sua prima stagione in seconda serie la squadra sarda vince il campionato, ottenendo quindi la prima promozione in Serie A della sua storia.
Nella stagione 1990-1991 esordisce in massima serie con la Torres, terminando il campionato al quinto posto in classifica e vincendo la prima Coppa Italia nella storia della società sassarese; nella stagione 1991-1992 migliora il piazzamento dell'anno precedente: le rossoblu arrivano infatti quarte in classifica, riuscendo quindi anche a partecipare ai play-off per l'assegnazione dello Scudetto. Nel 1992 lascia dopo nove stagioni consecutive la panchina della Torres femminile per andare a fare il direttore tecnico della Torres maschile, con la quale nella stagione 1992-1993 vince il Campionato Nazionale Dilettanti 1992-1993 ottenendo la promozione in Serie C2. Dal 1996 al 1998 allena la nazionale femminile Under-20, con la quale nel 1997 prende parte ai campionati europei di categoria. Nel 1993 e dal 1995 al 1998 è inoltre anche vice allenatore della nazionale maggiore femminile italiana, con cui arriva secondo nel campionato europeo di Italia 1993, perdendo la finale contro la Norvegia.
Terminata l'esperienza in Nazionale torna ad allenare a livello di club: nel gennaio del 1999 subentra infatti a stagione in corso sulla panchina del Cabras, con cui conclude il campionato di Serie B con un quarto posto in classifica nel girone C. L'anno seguente viene riconfermato dal Cabras, con cui vince il campionato, centrando la promozione in massima serie. Nel campionato successivo passa all'Atletico Oristano, con cui ottiene un ottavo posto in Serie A. Dopo una stagione di inattività, nella stagione 2002-2003 arriva secondo campionato di Serie A2 (che aveva sostituito la Serie B come secondo livello del campionato femminile) con la Reggiana (venendo promosso in massima serie), mentre nella stagione 2003-2004 allena la Primavera della Torres maschile. Torna quindi all'Atletico Oristano, società con cui nella stagione 2004-2005 arriva ottavo nella Serie A femminile, centrando quindi la salvezza.
Successivamente nel 2005 torna ad allenare per un biennio nel calcio maschile; in particolare, nella stagione 2005-2006 ottiene un nono posto in classifica nell'Eccellenza sarda col Castelsardo (dove era subentrato dall'undicesima giornata di campionato), mentre nell'annata seguente allena nel medesimo campionato il Ghilarza, con cui ottiene un sesto posto in classifica. Nel 2007 torna nel calcio femminile: nella stagione 2007-2008 e nella stagione 2008-2009 allena infatti l'Atletico Oristano in Serie A2, ottenendo rispettivamente un settimo ed un decimo posto in classifica. Durante la stagione 2010-2011 guida invece il Caprera, in Serie B. Torna poi per la quarta volta in carriera all'Atletico Oristano nella stagione 2013-2014, centrando un sesto posto in classifica in Serie B, campionato che a partire da quella stagione è nuovamente il secondo livello del calcio femminile italiano.
Nel 2014 torna a distanza di 22 anni ad allenare la Torres femminile, club nel quale durante la stagione 2014-2015 arriva sesto in classifica in Serie A ed esordisce nelle coppe europee, partecipando alla UEFA Women's Champions League, nella quale le sarde vengono eliminate negli ottavi di finale. Nella stagione 2015-2016 torna nuovamente all'Atletico Oristano, in Serie B.

## Palmarès

### Allenatore

#### Competizioni nazionali
- Coppa Italia: 1

Torres: 1990-1991
- Campionato italiano di Serie B: 2

Torres: 1989-1990
Cabras: 1999-2000
- Campionato Nazionale Dilettanti: 1

Torres: Campionato Nazionale Dilettanti 1992-1993

#### Competizioni regionali
- Serie C (calcio femminile): 1

Torres: 1988-1989